# Back to the Blues (альбом Дины Вашингтон)
Back to the Blues — студийный альбом американской певицы Дины Вашингтон, выпущенный в 1962 году на лейбле Mercury Records. С данным альбомом певица вернулась из поп-музыки в блюз.

## Отзывы критиков
| Оценки критиков                            | Оценки критиков |
| Источник                                   | Оценка          |
| ------------------------------------------ | --------------- |
| AllMusic                                   | [ 2 ]           |
| The Encyclopedia of Popular Music          | [ 3 ]           |
| MusicHound Jazz: The Essential Album Guide | [ 4 ]           |
| The Penguin Guide to Jazz                  | [ 5 ]           |

В журнале Billboard написали, что Королева возвращается к блюзу, и это самая приятная работа, на которую она способна, она интерпретирует песни со своей обычной смекалкой и стилем, а ранжировки Фреда Нормана дополняют диск.
Скотт Яноу в своей рецензии для AllMusic отметил: «До выхода её хита 1959 года „What a Difference a Day Makes“ почти каждая запись Дины Вашингтон (независимо от стиля) представляла интерес для слушателей джаза. Однако после её неожиданного успеха в поп-чартах большинство сессий Вашингтон для Mercury и Roulette в течение последних четырёх лет её жизни были вполне коммерческими, струнные аранжировки больше подходили кантри-певицам, а Вашингтон почти пародировала саму себя преувеличенными жестами. К счастью, этот альбом 1963 года — исключение, ориентированный на блюз сборник, в котором Вашингтон возвращается к своим корням при поддержке ориентированного на джаз биг-бэнда (иногда со струнными и фоновыми голосами). У Эдди Чамбли и Иллинойса Жаке есть несколько теноровых соло, слышен гитарист Билли Батлер, а солирует на трубе, вероятно, Джо Ньюман. В целом, это более успешное свидание, чем предыдущее воплощение Вашингтон материала Бесси Смит, поскольку бэк-группа вызывает больше симпатии, а талантливая певица в отличной форме. У Дины Вашингтон явно было настоящее чувство к этому блюзовому материалу».

## Список композиций
1. «The Blues Ain’t Nothin' But a Woman Cryin' for Her Man» (Дж. Майо Уильямс) — 3:46
2. «Romance in the Dark» (Лил Грин) — 2:12
3. «You’ve Been a Good Old Wagon» (Перри Брэдфорд) — 3:50
4. «Let Me Be the First to Know» (Лерой Киркленд, Дайна Вашингтон, П. Вудс) — 2:39
5. «How Long, How Long Blues» (Лерой Карр) — 4:58
6. «Don’t Come Running Back to Me» (Дина Вашингтон) — 2:23
7. «It’s a Mean Old Man’s World» (Лерой Киркланд, Дина Вашингтон) — 3:10
8. «Key to the Highway» (Биг Билл Брунзи, Чарльз Сегар) — 2:39
9. «If I Never Get to Heaven» (Дайна Вашингтон) — 3:44
10. «Duck Before You Drown» (Дайна Вашингтон) — 2:11
11. «No Hard Feelings» (Эл Джейкобс) — 2:33
12. «Nobody Knows the Way I Feel This Morning» (Перл Делани, Том Делани) — 8:40

## Участники записи
- Дина Вашингтон — вокал
- Фред Норман — аранжировщик
- Билли Батлер — гитара
- Эдди Чамбли — тенор-саксофон
- Иллинойс Жаке — тенор-саксофон

## Чарты
| Чарт (1963)              | Высшая позиция |
| ------------------------ | -------------- |
| США (Billboard Top LP’s) | 61             |